# 国防部人民服务总队
国防部人民服务总队，是1946年至1947年隶属于中华民国国防部新闻局和民事局的特工部队。任务为跟随主力部队做绥靖地方工作，帮助主力部队收集情报、打击中共军事力量。

## 历史
1945年冬，军事委员会在渝召开全国政工会议，拟在各行营战区成立党政工作总队，深入民间，以突击方式，加强党政工作，作三民主义的急先锋。时以人员经费未解决，遂而搁置。
1946年夏，军事委员会庐山会议召开时，隆昌、綦江、杭州三处的国防部新闻局工作人员训练班的复员青年军五千人结业，即将派遣到部队基层任新闻干部。1946年秋，陈诚把綦江、隆昌、杭州3地国防部新闻训练班结业的青年军复员军人集中使用，编成国防部人民服务总队。大队长、中队长由无锡、杭州、芜湖的军官总队调任。由国防部新闻局主办，国防部民事局会办。1946年11月，发布《国民政府关于“国防部人民服务总队与民众自卫队及难民还乡团联系办法”》电。
1949年元旦组建国防部青年救国团（代号3811部队）时，人民服务第一总队改编为青年救国团第三总队，人民服务第二总队改编为青年救国团第四总队。1949年7月，国防部整编军队，将青年救国团第3、第4总队改编为国防部政治工作团第一、第二总队。颜邦屏任政工团常务中将副团长兼政工团第二总队总队长。

## 组织架构
- 总队长邓文仪兼[4]
- 第一总队：杭州新闻训练班结业的人员在徐州编成。总队长郭仲容，下辖四个大队。一大队大队长谢子珍。
- 第二总队：綦江新闻训练班（班主任刘安琪）、隆昌新闻训练班结业的人员在郑州编成。总队长刘培初/颜邦屏（黄埔六期）少将，下辖五个大队。第八大队大队长熊秉谦（1904～1951，湖北崇阳县人）